# Cantone di Port-Louis
Il Cantone di Port-Louis era una divisione amministrativa dell'arrondissement di Lorient.
È stato soppresso a seguito della riforma complessiva dei cantoni del 2014, che è entrata in vigore con le elezioni dipartimentali del 2015.
Comprendeva i comuni di:
- Gâvres
- Kervignac
- Locmiquélic
- Merlevenez
- Nostang
- Plouhinec
- Port-Louis
- Riantec
- Sainte-Hélène